# Isachne petelotii
Isachne petelotii är en gräsart som beskrevs av Aimée Antoinette Camus. Isachne petelotii ingår i släktet Isachne och familjen gräs. Inga underarter finns listade i Catalogue of Life.